# Mr. Mulliner
Mr. Mulliner è un personaggio immaginario che appare, in qualità di narratore, in numerosi racconti ideati dall'umorista britannico Pelham Grenville Wodehouse. Mr. Mulliner è un loquace narratore, frequentatore del club Anglers' Rest (Il riposo dei Pescatori), il quale, qualunque sia l'argomento della conversazione, è in grado di trovare un appropriato (anche se improbabile) esempio in un membro della sua famiglia.

## Racconti
Mr. Mulliner è l'io narrante di quarantuno racconti

### In raccolte intitolate a Mr. Mulliner
La maggior parte dei racconti è contenuta in tre raccolte, contenenti il riferimento a Mr. Mulliner fin dal titolo, contenenti nove racconti ciascuno:
- Mister Mulliner (Meet Mr Mulliner), pubblicata per la prima volta nel 1927
  - La verità sul caso di Giorgio (The Truth about George) - pubblicato su The Strand Magazine di luglio 1926 e su Liberty nel terzo numero di luglio 1926
  - L'avventura di Wilfred Mulliner (A Slice of Life) - pubblicato su The Strand Magazine di agosto 1926 e su Liberty del 7 agosto 1926
  - Il "Buck-U-Uppo" Mulliner (Mulliner's Buck-U-Uppo) - pubblicato su The Strand Magazine di novembre 1926 e su Liberty del 4 settembre 1926
  - Il vescovo si risveglia (Bishop's Move) - pubblicato su The Strand Magazine di settembre 1927 e su Liberty del 20 agosto 1927
  - Sorge l'aurora (Came the Dawn) - pubblicato su The Strand Magazine di luglio 1927 e su Liberty dell'11 luglio 1927
  - La storia di William (The Story of William) - pubblicato su The Strand Magazine di maggio 1927 e su Liberty del 9 aprile 1927 col titolo "It Was Only a Fire"
  - Ritratto di una disciplinatrice (Portrait of a Disciplinarian) - pubblicato su The Strand Magazine di ottobre 1927 e su Liberty del 24 settembre 1927
  - Il romanzo di un fotografo (The Romance of a Bulb-Squeezer) - pubblicato su The Strand Magazine di marzo 1927 e su Liberty del 12 marzo 1927
  - La villa del caprifoglio (Honeysuckle Cottage) - pubblicato su The Strand Magazine del febbraio 1925 e sul bimensile statunitense The Saturday Evening Post del 24 gennaio 1925. È il solo, fra i racconti della raccolta Mister Mulliner, a non essere stato ideato fin dall'inizio come una narrazione di Mr. Mulliner; fu modificato, per uniformarlo agli altri, in occasione della pubblicazione del volume[1].
- Parla mister Mulliner (Mr Mulliner Speaking), pubblicata nel 1929
  - La corte di Arcibaldo (The Reverent Wooing of Archibald) - pubblicato nella rivista statunitense Cosmopolitan del 3 luglio 1926 e nel mensile britannico The Strand Magazine dell'agosto 1928
  - L'uomo che smise di fumare (The Man Who Gave Up Smoking) - pubblicato in The Strand Magazine di marzo 1929 e nel settimanale statunitense Liberty del 23 marzo 1929
  - La storia di Cedric (The Story of Cedric) - pubblicato in The Strand Magazine di maggio 1929 e in Liberty dell'11 maggio 1929
  - Le peripezie di Osbert Mulliner (The Ordeal of Osbert Mulliner) - pubblicato in The Strand Magazine del dicembre 1928 e in Liberty del 24 novembre 1928
  - Avvenimenti spiacevoli a Bludleigh Court (Unpleasantness at Bludleigh Court) - pubblicato in The Strand Magazine del febbraio 1929 e in Liberty del 2 febbraio 1929
  - Pericolo sul campo di golf (Those in Peril on the Tee) - pubblicato in The Strand Magazine di giugno 1927 e in Liberty del 21 maggio 1927
  - Qualche cosa di viscido (Something Squishy) - pubblicato in The Strand Magazine di gennaio 1925 e nella rivista statunitense The Saturday Evening Post del 20 dicembre 1924
  - La straordinaria letizia della madre (The Awful Gladness of the Mater) - pubblicato in The Strand Magazine di maggio 1925 e in The Saturday Evening Post del 21 marzo 1925
  - L'esperimento di Ambrogio (The Passing of Ambrose) - pubblicato in The Strand Magazine di luglio 1928 e in Cosmopolitan di agosto 1928
- Le sere di Mulliner (Mulliner Nights) pubblicata nel 1933
  - Il sorriso vincente (The Smile that Wins) - pubblicato su The Strand Magazine di febbraio 1932 e su The American Magazine di ottobre 1931
  - La storia di Webster (The Story of Webster) - pubblicato su The Strand Magazine di maggio 1932 (col titolo "The Bishop's Cat") e su The American Magazine di febbraio 1932
  - I gatti sono gatti (Cats Will be Cats) - pubblicato (col titolo "The Bishop's Folly") su The Strand Magazine di giugno 1932 e su The American Magazine di marzo 1932
  - L'impresa cavalleresca di Mervyn (The Knightly Quest of Mervyn) - pubblicato (col titolo "Quest") su The Strand Magazine di luglio 1931 (as "Quest") e su Cosmopolitan di aprile 1931
  - La voce del passato (The Voice from the Past) - pubblicato su The Strand Magazine di dicembre 1931 e su The American Magazine di novembre 1931
  - Casa aperta (Open House) - pubblicato su The Strand Magazine di aprile 1932 e su The American Magazine di aprile 1932
  - Best Seller (Best Seller) - pubblicato in una prima versione che non era raccontata da Mr. Mulliner su The Strand Magazine di dicembre 1914 e Pictorial Review di giugno 1915. Fu rivisto e adattato agli altri racconti, quando fu inserito nella raccolta Mulliner Nights[2]
  - Stricnina nella minestra (Strychnine in the Soup) - pubblicato su The American Magazine di dicembre 1931 (col titolo The Missing Mystery)[3] e successivamente su The Strand Magazine di marzo 1932 col titolo Strychnine in the Soup[4]
  - Serata di gala (Gala Night) - pubblicato su The Strand Magazine di giugno 1930 e su Cosmopolitan di maggio 1930

### In raccolte non intitolate a Mr. Mulliner
I restanti quattordici racconti sono sparsi in altri volumi:
- Cinque racconti in Blandings Castle and Elsewhere (1935)[5].
  - Monkey Business - pubblicato su The Strand Magazine del dicembre 1932 e su American Magazine del dicembre 1932 (col titolo A Cagey Gorilla)
  - The Nodder - pubblicato su The Strand Magazine del gennaio 1933 e su American Magazine del gennaio 1933 (col titolo Love Birds)
  - The Juice of an Orange - pubblicato su The Strand Magazine del febbraio 1933 e su American Magazine del febbraio 1933 (col titolo Love on a Diet)
  - The Rise of Minna Nordstrom - pubblicato su The Strand Magazine del marzo 1933 e su American Magazine del marzo 1933 (col titolo A Star is Born)
  - The Castaways - pubblicato su The Strand Magazine del giugno 1933

Si osservi che i suddetti cinque racconti non sono compresi nelle edizioni in lingua italiana di Blandings Castle and Elsewhere (vedi Il castello di Blandings)
- Tre racconti in Young Men in Spats (1936)[6], volume tradotto in italiano Il mistero dei cappelli[7].
  - Archibald and the Masses - pubblicato su Cosmopolitan di agosto 1935 e su The Strand Magazine di febbraio 1936
  - The Code of the Mulliners - pubblicato su Cosmopolitan di febbraio 1935 e su The Strand Magazine di aprile 1935
  - The Fiery Wooing of Mordred - pubblicato su Cosmopolitan di dicembre 1934 e su The Strand Magazine di febbraio 1935
- Il racconto Tesori sepolti (Buried Treasure) - pubblicato su The Strand Magazine di settembre 1936 e su This Week del 27 settembre 1936 (col titolo "Hidden Treasure") e raccolto poi nel volume Lord Emsworth e altri racconti (1937)[8]; il raccolto è stato tradotto in italiano con titoli differenti[9][10][11].
- Un racconto in Eggs, Beans and Crumpets (1940)[12], tradotto in italiano da Sandro Melani ma edito con titoli differenti[13]
  - Anselm Gets His Chance - pubblicato su The Saturday Evening Post del 3 luglio 1937 e su The Strand Magazine luglio 1937
- Due racconti su A Few Quick Ones (1959)[14], tradotto in italiano con titoli differenti[15][16]:
  - The Right Approach - pubblicato sulla rivista britannica Lilliput di settembre 1958 e su Playboy di gennaio 1959
  - Big Business - pubblicato, senza l'intervento di Mr. Mulliner, su Collier's del 13 dicembre 1952 e su Lilliput di marzo-aprile 1953
- Un racconto in Plum Pie (1966)[17], non ancora tradotto in italiano:
  - George and Alfred - pubblicato su Playboy del gennaio 1966[3]
- Il racconto Another Christmas Carol pubblicato su Playboy di dicembre 1970 e trovato solo su The World of Mr Mulliner (1972), un sito contenente tutti i 41 racconti narrati da Mr. Mulliner. Quest'ultimo sito contiene un racconto intitolato "From a Detective's Notebook" il cui protagonista, Adrian Mulliner, era uno dei tanti nipoti di Mr. Mulliner, già protagonista del racconto Il sorriso vincente; tuttavia questo racconto non è narrato in prima persona da Mr. Mulliner e quindi non può essere compreso nel corpus dei racconti di Mr. Mulliner[18].

## Membri della famiglia Mulliner
Antenati:
- Un Sieur de Moulinières, "giunto con Guglielmo il Conquistatore", presumibilmente nel 1066.
- Un Mulliner "una volta fu ringraziato dal sovrano per i servizi resi a Crécy" (la Battaglia di Crécy fu combattuta nel 1346.)

Nonna:
- Se ne ignora il nome. Deceduta alla fine del XIX secolo. Madre di William Mulliner, fece promettere al figlio di non bere fino all'età di 21 o 41 anni (William non riuscì a ricordare l'età precisa)[19].

Zii
- William Mulliner, uomo d'affari[19]

Zie
- Myrtle Banks, moglie di William[19]

Fratelli
- Wilfred Mulliner, chimico e inventore
- Sir Sholto Mulliner, M.V.O.
- Joseph Mulliner

Cognate
- Angela Purdue, moglie di Wilfred
- Lady Wilhelmina Mulliner, vedova di Sir Sholto

Cugini primi
- John San Francisco Earthquake Mulliner, figlio di William e Myrtle
- (un fratello del precedente di cui si ignora il nome)
- Clarence Mulliner, fotografo
- Cedric Mulliner
- Lady Wickham, romanziere con lo pseudonimo di "George Masterman"
- Edward Mulliner
- Rupert Mulliner
- Egbert Mulliner, funzionario pubblico
- Roberta "Bobbie" Wickham, figlia di Sir Cuthbert e Lady Wickham
- Lancelot Mulliner, artista, figlio di Edward
- Mervyn Mulliner
- Anselm Mulliner, parroco, figlio di Rupert
- (un fratello del precedente di cui si ignora il nome)

Cugini acquisiti:
- Gladys Biggs, moglie di Clarence
- Sir Cuthbert Wickham, marito di Lady Wickham
- Gladys Bingley, moglie di Lancelot

Cugini lontani
- James Rodman, romanziere autore di gialli
- Agnes Flack, campionessa di golf, figlia di un cugino lontano
- Montrose Mulliner, assistente direttore del Perfecto-Zizzbaum Motion Picture Corp. di Hollywood
- Wilmot Mulliner, "nodder" al Perfecto-Zizzbaum

Cugine lontane acquisite
- Rosalie Beamish, moglie di Montrose
- Mabel Potter, moglie di Wilmot

Nipoti
- George Mulliner, appassionato di enigmistica e cruciverba (si osservi che Mr. Mulliner ha tre differenti nipoti di nome "George")
- Ferdinand Mulliner, studente a Eton (figlio maggiore di Wilfred e Angela)
- Percival Mulliner, studente ginnasiale nel Sussex (figlio minore di Wilfred e Angela)
- Augustine Mulliner, curato (poi vicario)
- (nome sconosciuto), studente a Harchester, fratello minore di Augustine
- Lancelot Bassington Mulliner, aspirante poeta
- Osbert Mulliner, collezionista di giada
- Frederick Mulliner
- Dr. George Mulliner, fratello di Frederick
- Archibald Mulliner, membro del Drones Club, figlio di Sir Sholto e di Lady Wilhelmina, specializzato nell'imitare il verso delle galline
- Ignatius Mulliner, ritrattista e suonatore di ukelele
- Mordred Mulliner, poeta
- Adrian Mulliner, detective
- Sacheverell Mulliner
- Eustace Mulliner, lavora presso l'ambasciata svizzera
- Egbert Mulliner, redattore del The Weekly Booklover
- Cyril Mulliner, decoratore di interni
- Bulstrode Mulliner, sceneggiatore a Hollywood
- Brancepeth Mulliner, artista
- Augustus Mulliner
- Reginald Mulliner, ereditiero
- George Mulliner, sceneggiatore a Hollywood, gemello monocoriale di Alfred
- Alfred Mulliner, prestigiatore professionista noto come il "Grande Alfredo", gemello di George
- Charlotte Mulliner, poeta

Nipoti acquisiti
- Aubrey Bassinger, moglie di Charlotte
- Aurelia Cammerleigh, moglie di Archibald
- Annabella Spockett-Sprockett, moglie di Mordred
- Hermione Rossiter, moglie di Ignatius
- Mabel Petherick-Soames, moglie di Osbert
- Evangeline Pembury, romanziera, moglie di Egbert
- Amelia Bassett, moglie di Cyril
- Jane, moglie di Augustine
- Hermione Brimble, moglie di Augustus
- Jane Oliphant, moglie di Frederick
- Lady Millicent Shipton-Bellinger, moglie di Adrian
- Muriel Branksome, moglie di Sacheverell
- Susan Blake, moglie di George

Parentela incerta
- Theophilus Mulliner, vescovo di Bognor